# Soylent Green – USA år 2022
Soylent Green – USA år 2022 (i Finland: Världen år 2022; engelska: Soylent Green) är en amerikansk science fiction-film från 1973, med bland annat Charlton Heston, Joseph Cotten, Edward G. Robinson och Chuck Connors i rollerna. Den baseras delvis på kortromanen Make Room! Make Room! av Harry Harrison. Filmen belönades 1973 med Nebulapriset för Bästa dramatisering.

## Handling
I jakten på att lösa ett mord upptäcker Inspektör Thorn (Charlton Heston) och Sol Roth (Edward G. Robinson) att den mycket välspridda matprodukten Soylent Green består av människor.

## Rollista
| Charlton Heston    | – Detective Thorn     |
| Leigh Taylor-Young | – Shirl               |
| Chuck Connors      | – Tab Fielding        |
| Joseph Cotten      | – William R. Simonson |
| Brock Peters       | – Kapten Hatcher      |
| Paula Kelly        | – Martha              |
| Edward G. Robinson | – Sol Roth            |
| Stephen Young      | – Gilbert             |
| Mike Henry         | – Kulozik             |
| Lincoln Kilpatrick | – Prästen             |
| Roy Jenson         | – Donovan             |
| Leonard Stone      | – Charles             |
| Whit Bissell       | – Guvernör Santini    |